# 手湿疹
手湿疹（てしっしん、hand eczema, hand dermatitis）は、手にできる湿疹の総称で原因は様々である。水仕事やキーボードなど刺激性が原因となることは多く、冬のバリア機能の低下、金属アレルギー、原因不明など。症状は皮膚が乾燥したり、硬くなったり、水膨れができるなどに分かれる。
原因により個別となるが、一般に水、洗剤、薬品、食品、アレルギー原因物質など原因に触れる機会を減らし、接触の際に手袋を用いる。こまめに保湿剤を使う（グリセリンやワセリンまたその他の原料、尿素やヘパリン類似物質配合など）。冬に発生するものは暖かい手袋を使用する。ステロイド外用薬は良くならない場合に漫然と使用しない。

## 原因と症状
発症機序から以下4種に大きく分かれる。
- 刺激性接触皮膚炎[1]

手湿疹の約7割の人々では、物理的（水仕事・キーボード）、化学的な刺激（有機溶剤）が皮膚を傷害している。
- アレルギー性接触皮膚炎[1] - 金属、樹脂、ゴム、農薬、機械油、植物[3]。
- タンパク質接触皮膚炎[1]
- アトピー型手湿疹 - 原因不明の場合[1]

種類から以下のように分かれる。
- 角化型手湿疹

手のひら（や足底）で、皮膚が厚く固くなり亀裂がある。原因不明、中年以降の男性に多い。
- 進行性指掌角皮症

乾燥し、特に利き手の指紋がなくなり、亀裂も起こることがある。バリア機能の低下と、物理的・科学的な刺激で、女性の水仕事や、キーボードの使用による。
- 貨幣状手湿疹（貨幣状湿疹）

手の甲に、円形の湿疹ができ痒く、アレルギーやアトピー型で起こる。
- 再発性水疱型（汗疱型）手湿疹

水ぶくれが多発し、原因不明か金属アレルギー。
- 乾燥・亀裂型手湿疹

水ぶくれはなく冬に悪化するものでバリア機能の低下が原因にある。
石鹸や、特に頻繁に水に触れる人で手の皮膚炎が起こる。石鹸、洗剤、シャンプー、家庭用洗浄薬品、水や食べ物は手を保護している油分を除去するため、頻繁な接触による皮膚が損傷していく。食品に触れることも皮膚炎をおこしうる。
香水、皮へのアレルギーがあれば、これらへの接触が原因となる。

## 診断
アレルギーに対してはアレルギー検査が行われる。

### 鑑別診断
白癬では、顕微鏡で感染した菌糸が見られ、片手に多い。（例えば、足の白癬ではステロイドの使用で悪化する）。疥癬では顕微鏡で感染した虫が見られる。乾癬や掌蹠膿疱症。

## 治療
アレルギーであれば、アレルギーの原因への接触を避ける。
保湿剤・バリア用のクリームでは、米国での54名でのランダム化比較試験 (RCT) では、日に4回以上使用し、4週間後どちらも有効だったがクリーム（グリセリン含有）より、油性ハンドローション（鉱油・ワセリン含有）の方が有効であった。5%尿素入り保湿剤では、ランダム化のない試験で、手湿疹でもアトピー性皮膚炎の人でも病変のない期間が大幅に伸びた。保湿剤の効果は長くないので、日に何度も塗布する必要がある。ワセリンに対してアレルギーを起こすことはほとんどない。
日本では比較対照のない臨床試験を実施しており証拠の質は低いが、主に皮脂がなかったり進行性指掌角皮症に対して有効だとされている。もっとも証拠からは質の低い意見として、外用後ラップをしたり手袋をすることを2週間以上続けるとされている（ガイドラインではヘパリン類似物質を例に挙げている）。夜、保湿剤を塗布した後、布の手袋をすることで寝具に保湿剤が付着することを避けることができる。
ステロイド外用薬は、複数のRCTにて中等症から重症の手湿疹に追加の効果をもたらしていないため、アレルギー性やアトピー性の手湿疹に推奨されるとするが、漫然とは使わず治らない場合は原因をよく探す。ステロイドが過剰に使用されると皮膚を薄くするため、推奨された使用法を守り、皮膚炎が治まったら使用をやめる。全米皮膚炎学会の推奨では、ステロイド外用薬離脱を避けるため2-4週間以上は使用すべきではない。長期にわたる場合、オランダのガイドラインではステロイドではなくタクロリムス（免疫抑制剤）が推奨されているが、日本では保険適応はないため推奨度が低く選択肢のひとつとされる。抗ヒスタミン薬は炎症をおさえないが、痒みに対しては有効なため補助となる。
日本では未承認だが、重度の湿疹ではステロイドの内服薬やアリトレチノイン（ビタミンA誘導体）が用いられることがあり、ステロイドでは副作用の懸念のため長期間は使用できず、アリトレチノインでは催奇性のため妊婦には使用できない。アリトレチノインは、ステロイドに反応しない重症で慢性の手湿疹では治療選択肢である。ドイツ皮膚科学会の2015年のガイドラインは、第一選択はステロイド外用薬で必要な場合にのみ、監督下で6週間を超えないようにし、重症で慢性の場合に第二選択はアリトレチノインとしている。
紫外線を用いたPUVA療法は有効である。
システマティックレビューでは、内服のアリトレチノインやアシトレチンが慢性の手湿疹に有効であり、特に角化型に対してで、副作用による中止も多かった。アリトレチノインは15件の臨床試験をメタアナリシスし、有効率として約半分の人々で手湿疹を回復させている。
角質増加型の皮膚炎では、尿素やサリチル酸の入った角質溶解作用のあるものが使える。
代替医療
加味逍遥散で炎症を抑えつつ四物湯で血虚を治すという漢方も奏功することがある。
生活上の注意点
寒い時期には暖かい手袋をする。水仕事には保護手袋をしてもよいが、ゴム製手袋などではさらに下に絹手袋をし二重にするなどを行う。
手を洗う時は、ぬるま湯や石鹸の代用品を使い、石鹸は手が汚れている時にだけ控えめに使う。髪を洗う時、またヘア用品を使う際に、使い捨て手袋を使うことができる。洗濯機や食洗器を使ったり、洗剤、洗浄薬品を使う時は手袋をする。食材も同じく素手で調理しない。手袋の素材でいえば、ポリ塩化ビニルはアレルギーを起こしにくい。